# Malimo
Malimo est le nom de marque d'un produit textile fini fabriqué depuis 1948 sur la base d'un procédé de couture avec trois systèmes de fils développé par Heinrich Mauersberger, initialement en RDA et aujourd'hui dans le monde entier.

## Nom
Mauersberger appelait à l'origine le produit « tissu à point de chaînette » et la machine requise pour cela « machine à point de chaînette ». Pour un meilleur marketing international, des abréviations sont formées sur la base de la formule « Mali- » pour le nom de l'inventeur Mauersberger et Limbach-Oberfrohna (lieu de résidence de Mauersberger) plus la forme abrégée du type de tissu à produire, par exemple Malimo pour Molton, Maliwatt pour les tissus cousus non tissés, Malipol pour le traitement des fils de velours. Selon une autre histoire, Malimo signifie Mauersberger-Limbach-Oberfrohna[réf. souhaitée].
La mention protégée faisait également référence au procédé de piqûre lui-même (procédé Malimo) breveté par Mauersberger en 1949 et aux machines spéciales nécessaires à cet effet (machines Malimo).

## Procédé
Le procédé Malimo rejoint les procédés de tissage, de tricotage, de foulage, de dentelle simple et aux fuseaux en tant que procédé indépendant pour la production d'un tissu textile à partir de fils individuels. Bien qu'il soit également appelé procédé de liage par couture, il n'a rien à voir avec la production classique de tricot, bien que le textile Malimo puisse être tout aussi élastique que les tricots grâce à l'utilisation de fibres élastiques.
La distinction systématique entre fils statiques (fils de chaîne) et fils dynamiques, familière du tissage, est également connue dans le procédé Malimo, qui n'apporte la texture qu'en fixant les fils statiques. Contrairement au tissage, cependant, les fils statiques ne sont pas fixés au moyen d'un fil de trame qui est tiré à travers les fils de chaîne orthogonalement à leur sens de défilement, mais en surpiquant les fils de chaîne (généralement) orthogonalement à leur sens de défilement. Ce type de fixation a l'avantage, contrairement au tissage, où une seule trame peut être tirée après l'autre, que plusieurs aiguilles peuvent coudre le matériau de chaîne en même temps et Malimo peut donc être produit considérablement plus rapide que les produits tissés. De plus, presque toutes les fibres peuvent être combinées entre elles, de sorte qu'il existe un large éventail d'applications possibles et d'effets possibles. L'inconvénient, cependant, est le coût plus élevé des matériaux qui résulte des systèmes à trois fils.
Non seulement les fils peuvent être utilisés comme produits de chaîne, mais aussi les feutres ou les tissus non tissés, qui acquièrent une résistance considérable à la déchirure grâce à la surpiqûre dans le procédé Malimo, sans perdre leurs autres propriétés textiles.
En 1989, sept procédés Malimo différents avaient été développés, basés sur 400 brevets :
- Malimo (Moléton)
- Maliwatt (coudre sur des fibres molletonnées, par exemple pour la doublure et les tissus décoratifs)
- Malifol (supports, revêtements de sol et matériaux d'emballage)
- Malipol (éponges, peluches, fourrures synthétiques)
- Malivlies (formation de mailles à partir de fibres de la toison fournies sans l'utilisation de fils à coudre pour les supports de revêtement, les revêtements muraux et les feutres décoratifs)
- Schußpol (éponges, tissus d'ameublement, tapis)
- Voltex (fourrures synthétiques, doublures, peluches et couvertures)

## Histoire

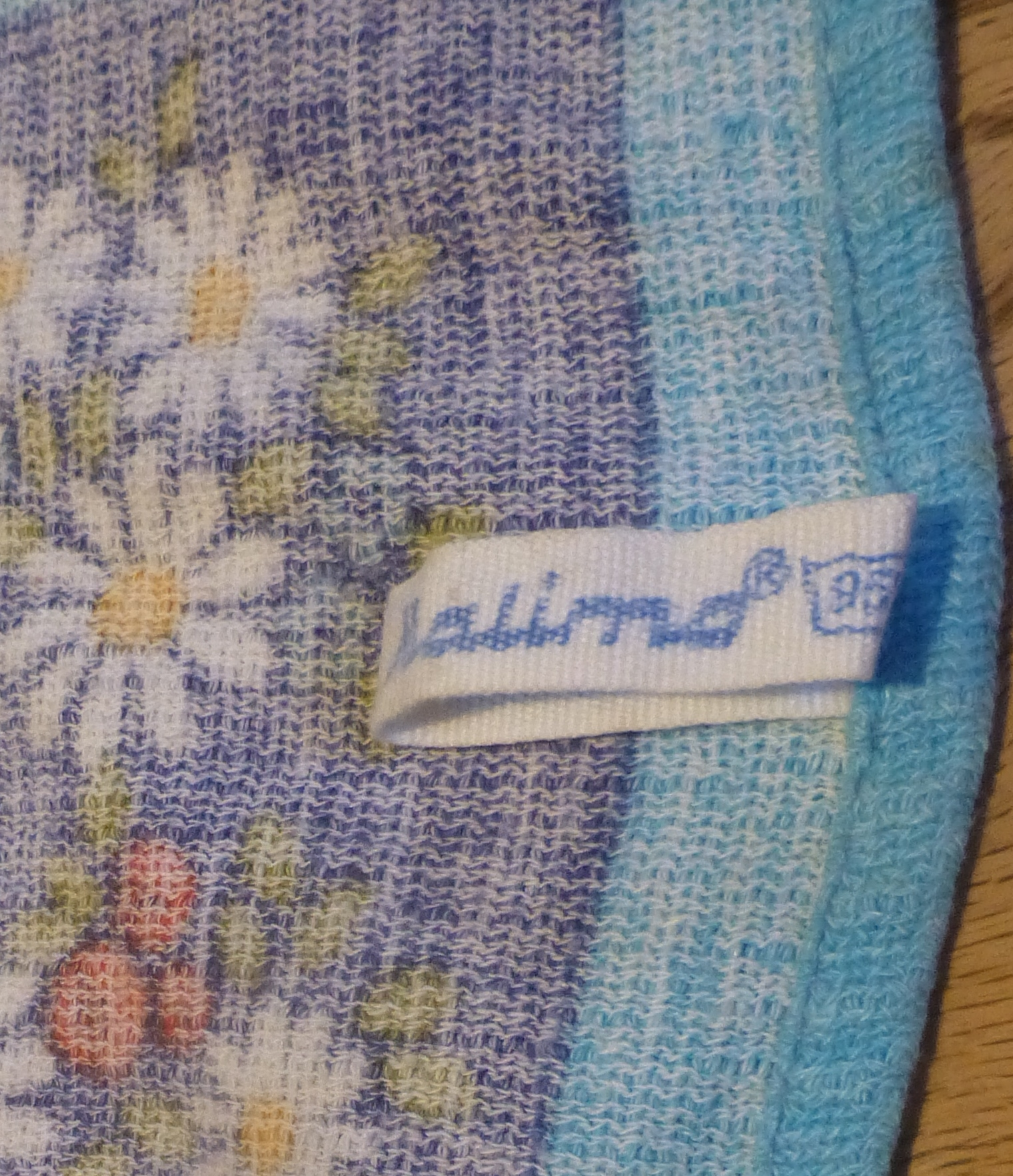
Etiquette Malimo sur un torchon

Le 3 février 1949, Mauersberger obtient le brevet est-allemand n°8194 intitulé « Procédé de production de tissu à point de chaînette ». Le 16 juin 1959, le procédé est également répertorié sous le nom de brevet américain n°2890579. La RDA développe le processus et l'ingénierie mécanique associée dans sa propre branche d'industrie avec des investissements ciblés et commercialise les produits et les licences sous le nom de "Malimo" à grands frais. L'application à grande échelle commence en 1964 chez VEB Malitex Hohenstein-Ernstthal. Au milieu des années 1980, une centaine d'entreprises textiles de RDA produisaient Malimo.

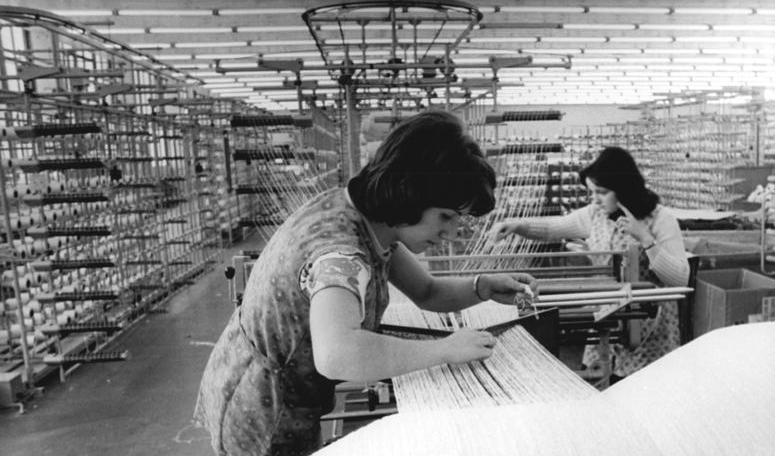
Birgit Picker (à gauche) et Birgit Opitz (au fond à droite) à l'usine Malitex à Karl-Marx-Stadt

En RDA, l'accent est d'abord mis sur le remplacement de grandes surfaces de produits tissés et tricotés par Malimo et, par exemple, sur la production de vêtements d'extérieur à partir de Malimo. Cependant, cela ne se répand que dans une mesure limitée. D'autre part, l'utilisation de Malimo comme textile fonctionnel (par exemple pour les vêtements de travail, les bandages, les torchons, les chiffons à poussière, le molleton, etc.) a du succès. Dans ce domaine, il est encore utilisé aux États-Unis. Aujourd'hui, la technologie est de plus en plus utilisée pour la production de textiles spéciaux, par exemple dans les voyages spatiaux et pour les géotextiles. Les usines Fiat utilisaient Malimo pour l'intérieur des voitures, aux États-Unis, Malimo était utilisé dans les aéroports.
Les produits typiques de Malimo en tant que biens de consommation et pour l'industrie (en particulier les industries de la construction, du cuir et de la chaussure) comprennent les revêtements de sol, les rideaux, les maillots de bain et les peignoirs, les tissus pour enduire et stratifier le cuir artificiel, les housses de matelas, les stores, le feutre de toiture, l'étanchéité et l'isolation matériaux, les tissus de doublure, les tissus d'ameublement, les conteneurs de transport souples, les bandes transporteuses revêtues de PVC, les bâches, les bâches de voiture et les matériaux d'emballage.